# Carl De Keyzer
Carl De Keyzer (Kortrijk, 27 december 1958) is een Belgisch fotograaf.
Hij studeerde fotografie aan de Academie van Gent. Sinds 1994 is hij lid van het fotocollectief Magnum.

## Leven
De Keyzer was op jonge leeftijd goed in voetballen en fotograferen. Na de middelbare school studeerde hij diergeneeskunde aan de Gentse universiteit. Na een half jaar trok hij naar de academie om er te experimenteren met fotografie, film en filosofie. In 1982 werd De Keyzer docent aan de Gentse Koninklijke Academie voor Schone Kunsten. Hij zou er blijven tot 1989.

## Werk
In 1982 richtte De Keyzer samen met Dirk Braeckman en Marc Van Roy de galerie voor fotografie XYZ op (de naam was een speelse allusie op de nabijgelegen en bekende sekscinema ABC). Ze nodigden er de voor hen belangrijkste fotografen van de wereld uit. De galerie was niet rendabel, maar De Keyzer kwam zo in contact met de betere fotografen en hun werk. De Keyzers eerste boek, Oogspanning, publiceerde hij in 1982. Een vingeroefening.
India, het resultaat van vijf maanden door het land te reizen in een periode van drie jaar, verscheen in 1987. De Keyzer toont er voor het eerst zijn stijl. De foto's werden internationaal opgemerkt en gepubliceerd in (bijlagen van) de Frankfurter Allgemeine Zeitung en The Independent.
In 1989 verscheen Homo Sovieticus (over de Sovjet-Unie in de jaren voor de glasnost en perestrojka). Ook deze foto's kregen internationale belangstelling. Zijn vrije werk kon De Keyzer niet langer combineren met de galerie: XYZ werd opgedoekt.
Nadat De Keyzer een jaar door de Verenigde Staten trok, publiceerde hij in 1992 het boek God Inc., waarin godsdienstbeleving en nationalisme in de VS het thema vormen.
In 1990 werd hij genomineerd als lid van Magnum, in 1992 geassocieerd om ten slotte in 1994 volwaardig lid te worden. De Keyzer begint aan een ambitieus project over macht, oorlog en politiek: drie reeksen historische taferelen waar hij uiteindelijk zestien jaar aan zal werken. Tableaux d'histoire, Tableux de guerre en Tableaux politiques vormen samen het magistrale werk Trinity (2008).
Intussen verscheen in 1996 East of Eden (over de gebeurtenissen in Rusland en de voormalige Oostbloklanden na de val van de Berlijnse Muur), in 2000 EVROPA (over de route die naamgenoot Keizer Karel volgde door Europa en wat ervan overblijft), in 2003 Zona (over Siberische gevangeniskampen) en in 2004 Unvarnished (over jonge delinquenten in een Belgische jeugdgevangenis).
Eind 2009 verscheen het fotoboek Congo (belge), waarin De Keyzer, geleid door een reisgids uit 1950, zoekt naar de restanten van de Belgische kolonisatie in het Congo van 2003-2009. Voor dit boek, uitgegeven door Lannoo, selecteerde schrijver David Van Reybrouck de tekstfragmenten en citaten.
In 2012 loopt van 17 mei tot 28 augustus in de Maritieme Site van Oostende ‘Moments before the Flood', na een reis langs 140.000 kilometer Europese kuststrook.

### Boeken
- Oogspanning (1982)
- India (1987)
- Homo Sovieticus (1989)
- God Inc. (1992)
- East of Eden (1996)
- EVROPA (2000)
- Zona (2003)
- Unvarnished (2004)
- Trinity (2008)
- Congo (belge) (2009)
- Moments before the Flood (2012)
- Cuba La Lucha (2016)
- Higher Ground (2016)